# Acrocercops rhombiferellum
Acrocercops rhombiferellum är en fjärilsart som först beskrevs av Frey och Boll 1876.  Acrocercops rhombiferellum ingår i släktet Acrocercops och familjen styltmalar. Inga underarter finns listade i Catalogue of Life.